# Saison 2023-2024 du FC Annecy
Maillots
Dernière mise à jour : 17 Mai 2024.
Chronologie
Saison précédente Saison suivante
La saison 2023-2024 du FC Annecy est la deuxième année de l'équipe première en championnat de France de football de Ligue 2 grâce au maintient acquis in extremis à la suite de la relégation administrative du Football Club Sochaux-Montbéliard, après avoir terminé à la 17e place de Ligue 2 2022-2023. Le maintien ou la relégation du FC Annecy a par ailleurs fait l'objet d'un intense débat, le club se retrouvant 17ème uniquement grâce à la victoire sur tapis vert du Rodez AF contre les Girondins de Bordeaux à la suite des incidents du match comptant pour la 38ème journée de championnat. Contestant l'équité sportive de leur relégation et du maintien du Rodez AF non acquis sur le terrain, le club a longtemps milité pour une Ligue 2 à 21. Ayant reçu une fois de non recevoir, ils acquièrent finalement leur maintien grâce à la faillite du FCSM, après que l'option un temps envisagée d'un championnat à 19 équipes afin d'anticiper le passage à 18 équipes en fin de saison ait été écartée
Le FC Annecy reste le seul club de football professionnel des Pays de Savoie depuis la disparition de l'eTG FC à l'été 2016. Le club reste donc engagé en Ligue 2 et en Coupe de France. L'équipe est toujours entraînée par Laurent Guyot qui a prolongé jusqu'en 2026.

## Budget
| Saison | 2023-2024 |
| Budget | 8 M€      |

## Tableau des transferts
| Nom                    | Nationalité   | Poste     | Transfert      | Provenance/Destination             |
| ---------------------- | ------------- | --------- | -------------- | ---------------------------------- |
| Arrivées               |               |           |                |                                    |
| Martin Adeline         | France        | Milieu    | Prêt sans OA   | Stade de Reims Ligue 1             |
| Nordine Kandil         | Maroc         | Milieu    | Prêt sans OA   | RC Strasbourg Ligue 1              |
| Junior Diaz            | Côte d'Ivoire | Défenseur | Prêt sans OA   | FC Nantes Ligue 1                  |
| Goteh Ntignee          | Canada        | Attaquant | Prêt sans OA   | Cavalry FC PLCan                   |
| Jonathan Kodjia        | Côte d'Ivoire | Attaquant | Libre          | Al-Gharafa SC Qatar Stars League   |
| Moïse Mahop            | Cameroun      | Défenseur | Libre          | US Créteil-Lusitanos National 2    |
| Antoine Larose         | France        | Attaquant | Libre          | Louhans-Cuiseaux National 3        |
| Yacouba Barry          | France        | Défenseur | Libre          | RC Lens B National 3               |
| Hamjatou Soukouma      | France        | Défenseur | Libre          | CS Sedan-Ardennes Régional 1       |
| Départs                |               |           |                |                                    |
| Alexandre Philipponeau | France        | Milieu    | Transfert      | US Concarneau Ligue 2              |
| Bissenty Mendy         | France        | Défenseur | Transfert      | Red Star National                  |
| Kevin Farade           | France        | Attaquant | Prêt sans OA   | AS Nancy-Lorraine National         |
| Moïse Sahi Dion        | Côte d'Ivoire | Attaquant | Retour de prêt | RC Strasbourg Ligue 1              |
| Maxime Bastian         | France        | Défenseur | Retour de prêt | RC Strasbourg Ligue 1              |
| Ibrahima Baldé         | France        | Attaquant | Retour de prêt | RC Lens Ligue 1                    |
| Yohan Demoncy          | France        | Milieu    | Retour de prêt | Paris FC Ligue 2                   |
| Hady Camara            | France        | Défenseur | Retour de prêt | EA Guingamp Ligue 2                |
| Arnold Temanfo         | France        | Défenseur | Libre          | Dijon FCO National                 |
| Madyen El Jaouhari     | France        | Milieu    | Libre          | Étoile Carouge FC Promotion League |
| Jonathan Ruque         | France        | Défenseur | Libre          | -                                  |
| Jean-Jacques Rocchi    | France        | Attaquant | Libre          | FC Borgo National 2                |

| Nom                  | Nationalité | Poste     | Transfert       | Provenance/Destination                 |
| -------------------- | ----------- | --------- | --------------- | -------------------------------------- |
| Arrivées             |             |           |                 |                                        |
| Brian Beyer          | France      | Attaquant | Transfert       | Yverdon-Sport FC Super League          |
| Thibault Delphis     | France      | Défenseur | 1er contrat pro | FC Annecy B Régional 1                 |
| Zakaria Bengueddoudj | France      | Attaquant | 1er contrat pro | FC Annecy B Régional 1                 |
| Kapitbafan Djoco     | France      | Attaquant | Transfert       | Sporting Club de Bastia Ligue 2        |
| Ousmane Camara       | Guinée      | Attaquant | Prêt sans OA    | AJ Auxerre Ligue 2                     |
| Yohan Demoncy        | France      | Milieu    | Transfert       | Paris FC Ligue 2                       |
| Départs              |             |           |                 |                                        |
| Zakaria Bengueddoudj | France      | Attaquant | Prêt sans OA    | La Berrichonne de Châteauroux National |
| Steve Shamal         | France      | Attaquant | Transfert       | Şanlıurfaspor TFF First League         |

## Classement
| Rang | Équipe                | Pts | J  | G  | N  | P  | Bp | Bc | Diff | Promotion ou relégation      |
| ---- | --------------------- | --- | -- | -- | -- | -- | -- | -- | ---- | ---------------------------- |
| 12   | Girondins de Bordeaux | 50  | 38 | 14 | 9  | 15 | 50 | 52 | −2   | Rétrogradation en National 2 |
| 13   | SC Bastia             | 50  | 38 | 14 | 9  | 15 | 44 | 48 | −4   |                              |
| 14   | FC Annecy             | 46  | 38 | 12 | 10 | 16 | 49 | 50 | −1   |                              |
| 15   | AC Ajaccio R          | 46  | 38 | 12 | 10 | 16 | 35 | 46 | −11  |                              |
| 16   | USL Dunkerque P       | 46  | 38 | 12 | 10 | 16 | 36 | 52 | −16  |                              |

1. ↑  Retrait de 1 points.
2. ↑  Retrait de 1 points.

### Évolution au classement deLigue 2 2023-2024, journée par journée
| Journée | Résultat | Nombre de points | Classement |
| ------- | -------- | ---------------- | ---------- |
| 1       | D        | 0                | 19e        |
| 2       | N        | 1                | 16e        |
| 3       | V        | 4                | 11e        |
| 4       | N        | 5                | 11e        |
| 5       | N        | 6                | 11e        |
| 6       | N        | 7                | 14e        |
| 7       | V        | 10               | 10e        |
| 8       | D        | 10               | 11e        |
| 9       | N        | 11               | 12e        |
| 10      | D        | 11               | 12e        |
| 11      | N        | 12               | 12e        |
| 12      | V        | 15               | 12e        |
| 13      | D        | 15               | 13e        |
| 14      | D        | 15               | 15e        |
| 15      | V        | 18               | 12e        |
| 16      | N        | 19               | 13e        |
| 17      | D        | 19               | 15e        |
| 18      | D        | 19               | 16e        |
| 19      | D        | 19               | 17e        |

| Journée | Résultat | Nombre de points | Classement |
| ------- | -------- | ---------------- | ---------- |
| 20      | D        | 19               | 17e        |
| 21      | D        | 19               | 17e        |
| 22      | N        | 20               | 17e        |
| 23      | V        | 23               | 17e        |
| 24      | D        | 23               | 18e        |
| 25      | D        | 23               | 19e        |
| 26      | D        | 23               | 19e        |
| 27      | N        | 24               | 19e        |
| 28      | V        | 27               | 19e        |
| 29      | V        | 30               | 18e        |
| 30      | V        | 33               | 17e        |
| 31      | V        | 36               | 16e        |
| 32      | V        | 39               | 15e        |
| 33      | D        | 39               | 16e        |
| 34      | D        | 39               | 16e        |
| 35      | V        | 42               | 15e        |
| 36      | V        | 45               | 15e        |
| 37      | D        | 45               | 15e        |
| 38      | N        | 46               | 14e        |

## Coupe de France de football
| 7ème tour                     | ET.S. Fosseenne      | 1 - 2   | FC Annecy                            | Stade Parsemain, Fos sur Mer |                          |
| Samedi 18 novembre 2023 17:00 | Kwasnik 30e          | (1 - 1) | 21e Shamal · 87e Bengueddoudj        | Arbitrage : Arnaud Baert     | Arbitrage : Arnaud Baert |
| Samedi 18 novembre 2023 17:00 | Daoud 8e · Kucab 24e | Rapport | 45e Goncalves · 58e Mahop · 85e Diaz | Arbitrage : Arnaud Baert     | Arbitrage : Arnaud Baert |

| 8ème tour                    | US Thionville Lusitanos | 2-1     | FC Annecy | Stade de Guentrange, Thionville                   |                                                   |
| Samedi 9 décembre 2023 17:00 | Sylla 51e · Baradji 69e | (0-1)   | 18e Caddy | Diffuseur : Moselle TV Arbitrage : Philippe Lucas | Diffuseur : Moselle TV Arbitrage : Philippe Lucas |
| Samedi 9 décembre 2023 17:00 | Ferino 13e · Sylla 66e  | Rapport | 90e Pajot | Diffuseur : Moselle TV Arbitrage : Philippe Lucas | Diffuseur : Moselle TV Arbitrage : Philippe Lucas |

## Statistiques

### Buteurs
| Place | Nom                  | Championnat | Coupe de France | TOTAL des buts |
| ----- | -------------------- | ----------- | --------------- | -------------- |
| 1     | Samuel Ntamack       | 9           | -               | 9 buts         |
| 2     | Antoine Larose       | 7           | -               | 7 buts         |
| 3     | Kapitbafan Djoco     | 6           | -               | 6 buts         |
| 3     | Ousmane Camara       | 6           | -               | 6 buts         |
| 5     | Warren Caddy         | 4           | 1               | 5 buts         |
| 6     | Nordine Kandil       | 4           | -               | 4 buts         |
| 7     | Martin Adeline       | 2           | -               | 2 buts         |
| 7     | Vincent Pajot        | 2           | -               | 2 buts         |
| 7     | Gaby Jean            | 2           | -               | 2 buts         |
| 7     | Steve Shamal         | 1           | 1               | 2 buts         |
| 11    | Kévin Testud         | 1           | -               | 1 buts         |
| 11    | Ahmed Kashi          | 1           | -               | 1 buts         |
| 11    | Yohan Demoncy        | 1           | -               | 1 buts         |
| 11    | Alexy Bosetti        | 1           | -               | 1 buts         |
| 11    | Clément Billemaz     | 1           | -               | 1 buts         |
| 11    | Kévin Mouanga        | 1           | -               | 1 buts         |
| 11    | Zakaria Bengueddoudj | 0           | 1               | 1 buts         |
| Total | 17 buteurs           | 49 buts     | 3 buts          | 52 buts        |

### Passeurs
| Place | Nom              | Championnat | Coupe de France | TOTAL des passes |
| ----- | ---------------- | ----------- | --------------- | ---------------- |
| 1     | Nordine Kandil   | 7           | 1               | 8 passes         |
| 2     | Antoine Larose   | 5           | -               | 5 passes         |
| 3     | Yacouba Barry    | 3           | -               | 3 passes         |
| 3     | Clément Billemaz | 3           | -               | 3 passes         |
| 5     | Vincent Pajot    | 1           | 1               | 2 passes         |
| 5     | François Lajugie | 2           | -               | 2 passes         |
| 5     | Martin Adeline   | 2           | -               | 2 passes         |
| 5     | Yohan Demoncy    | 2           | -               | 2 passes         |
| 5     | Steve Shamal     | 2           | -               | 2 passes         |
| 5     | Ousmane Camara   | 2           | -               | 2 passes         |
| 11    | Kévin Testud     | 1           | -               | 1 passes         |
| 11    | Kapitbafan Djoco | 1           | -               | 1 passes         |
| 11    | Samuel Ntamack   | 1           | -               | 1 passes         |
| 11    | Gaby Jean        | 1           | -               | 1 passes         |
| 11    | Ahmed Kashi      | 1           | -               | 1 passes         |
| 11    | Moïse Mahop      | 1           | -               | 1 passes         |
| Total | 16 passeurs      | 35 passes   | 2 passes        | 37 passes        |